# Église Saint-Remy d'Ouge
L'église Saint-Remy est une église catholique située à Ouge, en France.

## Localisation
L'église est située sur la commune d'Ouge, dans le département français de la Haute-Saône.

## Historique
L'édifice est inscrit au titre des monuments historiques en 1988.